# Tomáš Salinger
Tomáš Salinger   (16 de març de 1938 - 31 de gener de 2020) fou un atleta txec, especialista en curses de mig fons, que va competir sota bandera txecoslovaca durant les dècades de 1950 i 1960.
En el seu palmarès destaca una medalla de bronze en els 1.500 metres del Campionat d'Europa d'atletisme de 1958 i una d'or a les Universíades de 1961. També guanyà sis campionats nacionals, tres dels 1.500 metres (1961 a 1963), dos dels 4x400 (1959 i 1960) i un dels 800 metres (1959).

## Millors marques
- 1.500 metres. 3' 42.2 " (1962)[5]